# Bruno Müller-Linow

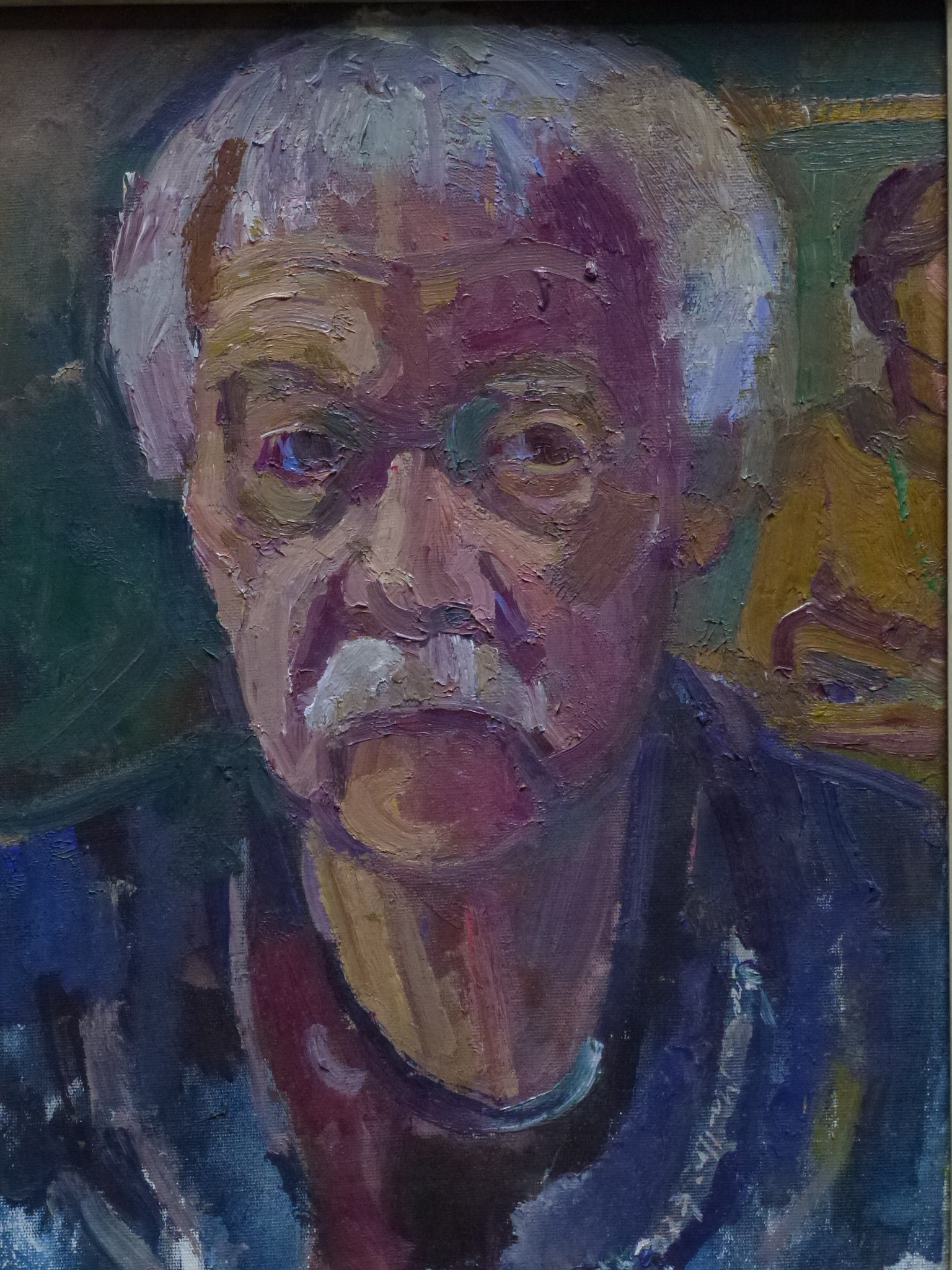
Selbstbildnis Bruno Müller-Linow (Öl auf Leinwand 1992)

Bruno Müller-Linow (* 31. Juli 1909 in Pasewalk, Pommern; † 18. März 1997 in Hochscheid) war ein deutscher Maler, Graphiker und Hochschullehrer.

## Leben
Bruno Müller-Linow wurde in Pasewalk (Pommern) geboren und wuchs in Berlin auf. Im September 1927 machte er Abitur an der Oberrealschule Berlin-Pankow. Ab dem Wintersemester 1927/28 studierte er an der Staatlichen Kunstschule Berlin bei Willy Jaeckel, Heinrich Reifferscheid und Bernhard Hasler Bildende Kunst und Kunstpädagogik. Er fühlte sich der Berliner Sezession um Leo von König, Heinrich Graf Luckner und Willy Jaeckel zugehörig. Max Liebermann und Ludwig Justi erwarben Bilder von ihm für den Preußischen Staat bzw. für die Nationalgalerie. Im Juli 1931 machte er die Abschlussprüfung an der Staatlichen Kunstschule Berlin.
1931 wurde Bruno Müller-Linow Mitglied der Münchner Sezession und 1936 Dozent an der Hochschule für Lehrerbildung in Lauenburg. Dort lernte er Karl Schmidt-Rottluff kennen, der ihn stark beeinflusste, und mit dem er zusammen am Lebasee aquarellierte. 1941/42 erhielt er ein Stipendium an der Deutschen Akademie in der Villa Massimo in Rom. 1943 wurde er an die Werkkunstschule Braunschweig berufen. 
Nach kurzer Zeit wurde Bruno Müller-Linow zum Kriegsdienst eingezogen. Nach der Gefangenschaft und Vertreibung seiner Familie aus dem pommerschen Lauenburg, was auch den Verlust seiner Bilder bedeutete, begann ein Neuanfang als Lehrer an der Werkkunstschule Braunschweig, einer Vorgängereinrichtung der Braunschweiger Werkkunstschule. Hier konnte er die enge Freundschaft mit dem Bildhauer Paul Egon Schiffers fortsetzen. 1955 wurde er Rektor der Werkkunstschule Trier. 1956 erhielt Bruno Müller-Linow einen Ruf auf eine Professur für Zeichnen, Malen und Grafik an der Technischen Hochschule Darmstadt, wo er über seine Emeritierung (1975) hinaus bis 1988 seinen Lebensmittelpunkt hatte.
1988 ließ er sich in Hochscheid im Hunsrück nieder. Bis zu seinem Tod arbeitete Bruno Müller-Linow als Zeichner und Maler von Ölbildern und Aquarellen und schuf Glasfenster wie 1959 ein Fenster der Heilig-Kreuz Kirche in Bensheim-Auerbach und 1965 das Petrusfenster in der Bessunger Pauluskirche. Besonders setzte er sich mit der Kunst der Kaltnadelradierung auseinander. Eine enge Freundschaft bestand zum Maler Heinz Friedrich.
Seit 1935 war Bruno Müller-Linow mit Margarete Splittstößer verheiratet. Nach deren Tod 1974 heiratete er drei Jahre später Ute Amonn. Seine zweite Frau verstarb 1996, wenige Monate danach verstarb Müller-Linow in Hochscheid im Hunsrück.

## Preise und Auszeichnungen
- 1942: Rompreis

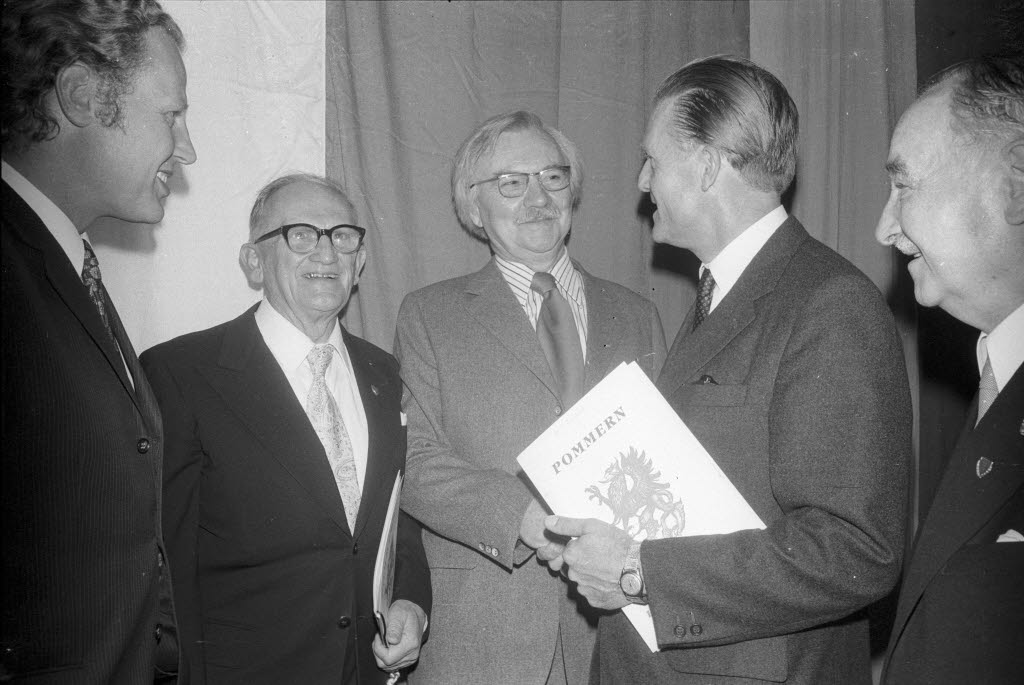
Kulturpreisverleihung der Pommerschen Landsmannschaft 1973 an Bruno Müller-Linow (Mitte)

- 1943: Stipendium der Deutschen Albrecht-Dürer-Stiftung
- 1973: Pommerscher Kulturpreis
- 1976: Johann-Heinrich-Merck-Ehrung der Stadt Darmstadt
- 1983: Georg-Christoph-Lichtenberg-Preis des Landkreises Darmstadt-Dieburg

## Ausstellungen (Auswahl)
- 1976: Kunstforum Ostdeutsche Galerie Regensburg
- 1982: Kunsthalle Darmstadt (Gruppenausst.)
- 1994: Galerie Koch, Hannover, zum 85. Geburtstag
- 1999: Retrospektive in der Kunsthalle Darmstadt
- 2019: Museum Bensheim – Landschaft, Portrait, Stillleben

## Werke im öffentlichen Besitz (Auswahl)
- Bayerische Staatsgalerie
- Nationalgalerie Berlin
- Kunsthalle Emden
- Oberhess. Museum Gießen
- Museum Bensheim, Bensheim